# Vajda Lajos (festő)
Vajda Lajos (Zalaegerszeg, 1908. augusztus 6. – Budakeszi, 1941. szeptember 7.) magyar festő és grafikus. Életműve a 20. századi magyar képzőművészet egyik legösszetettebb és legmagasabb színvonalú teljesítménye. A mindössze 33 évet élt művész a szentendrei fiatalok körében vált példaadó mesterré, az 1945 utáni progresszív művészeti irányzatokat képviselő Európai Iskola a magyar avantgárd egyik legendás alkotójaként tisztelte, a művészettörténész szakma pedig Vajda Lajost egyértelműen a modern magyar művészet egyik vezéregyéniségének tekinti.
1930 és 1934 között Párizsban tartózkodott, és nemcsak a francia festészet legújabb irányzataival, hanem az orosz filmművészet kiemelkedő alkotásaival is megismerkedett. Ez vezette őt drámai fotómontázsaihoz, amelyek az emberiség nagy katasztrófáiról, a háborúról, az éhínségről, a fegyveres erőszakról és a nyomorról szólnak. 1934-től Szentendrén és Szigetmonostoron népművészeti motívumokat gyűjtött. Stílusában a népművészet, valamint az ortodox keresztény, római katolikus és zsidó szimbólumok absztrakt és szürrealista elemekkel ötvöződtek. Utolsó absztrakt szürrealista rajzai a második világháború borzalmait vetítették előre. Tuberkulózisban halt meg 1941-ben.
"Vajda tíz év alatt lenyűgöző életművet hozott létre, amelynek formai és tartalmi törekvései a konstruktivizmusban és a szürrealizmusban gyökereznek. (...) E két mozgalom dogmáitól való függetlensége, nagy leleményessége és a helyi hagyományok felhasználása döntő módon járult hozzá a magyar avantgárd fejlődéséhez."
"Vajda Lajos művészetén átizzanak korának sorsdöntő kérdései. Piktúrájának fő sajátossága, hogy a történelem finom rezgéseit és katasztrofális földrengéseit egyaránt szeizmográfszerű érzékenységgel jelzi. De a lázadó formák roppant energiavilága az utolsó vonásig hadakozik a pusztulással.” 

## Életpályája

### Ifjúsága
Szegény zsidó család negyedik, utolsó gyermekeként született 1908. augusztus 6-án Zalaegerszegen. Apja, Vajda Manó Emil, bírósági irodatiszt. Anyja Fürst Judit. Vajda Lajos testvérei: a legidősebb Teréz, azután Miklós és Márton. „Rendszeresen rajzolni négy-öt éves korában kezdett, meseillusztrációkat minta után. Később felnagyítja a különféle eredeti rajzokat vagy reprodukciókat, precíz, fegyelmezett technikával.”
1916-ban a család leköltözött az akkor osztrák megszállás alatt álló Szerbiába. Vajda Belgrádban szerb, később német iskolába járt. Szerelmének és későbbi feleségének, Richter Júliának írt levelében a következőket írta: "Te azt hiszed, hogy én nem tudok semmit németül. Pedig én is tanultam két évig osztrák elemi iskolában, «K.u.K. Gouvernement Schule in Belgrad, Kraljica Natalia ulica».” A család később Nyugat-Szerbiában, Valjevóban telepedett le. Hét éven keresztül, 1917-1923-ig ott nyomorogtak Belgrádban, később Valjevóban. Lajos így a harmadik és negyedik elemit németül végezte Belgrádban, osztrák iskolában. Szerbiában járt középiskolába is. Kitűnő tanuló volt. Különösen a történelem és a földrajz érdekelte. Abban az időben főként portrékat festett, és rajzolt, modell után. Tanárok és hozzáértők nagy jövőt jósoltak a tehetséges fiúnak, apja is reménykedett. 
Első ismert rajzai 1917-ben készültek. 1923 után a család visszaköltözött Magyarországra. Először újra Zalaegerszegen, majd Szentendrén laktak. Szentendre páratlan építészete lenyűgözte a fiatal művészt. "Lajos egész lénye, szelleme hozzátapadt ehhez a városkához, úgy szerette, mint a sajátját. Mások is felfedezték Szentendre érdekességét, de Lajos olyan módszerekkel tanulmányozta, mint senki más."  A tehetséges és tanárai által is támogatott ifjú az OMIKE) szabadiskolájában Herman Lipót mester keze alatt tanult.
"Tizenhét éves korában egyszer messzire kimegy festeni, elkapja egy zivatar, bőrig ázva tér haza, és nem öltözik át. Ekkor súlyosan megbetegszik, és nem sokkal rá kórházba kerül, ahol fél évig kezelik." Csonttuberkulózist kapott és hétszer kellett megoperálni. "Nem sokkal ezután, 1927-ben meghal édesanyja, akit nagyon szeretett, és aki után egész életében búsul.". A nyarat Valjevóban tölti Miklós bátyjánál.

### Főiskolai évei
1927 őszén beiratkozott a Képzőművészeti Főiskolára. Lyka Károly oktatási reformja következtében a kísérletezést és önálló útkeresést támogató Csók István irányításával dolgozhatott. A Főiskolán barátságot kötött Hegedűs Bélával, Korniss Dezsővel, Trauner Sándorral, Kepes Györggyel, Schubert Ernővel, Kreunickerrel. "Világnézetileg szocialisták, a művészetben konstruktivisták.” Társaival együtt látogatni kezdte a Kassák Lajos vezette Munka-kör rendezvényeit.
Vajda a Nemzeti Szalon 1928-as kiállításán mutatkozott be egy csendélettel. A kiállítás felzúdulást keltett konzervatív művészeti körökben, és az azon részt vevő hallgatókat, köztük Vajdát, egy konzervatív művésztanárokból álló minisztériumi bizottság eltanácsolta a főiskoláról. A "kirúgottak" a Tamás Galériában még megpróbálkoztak egy közös fellépéssel. 1930 végére a Munka-körrel is szakítottak.

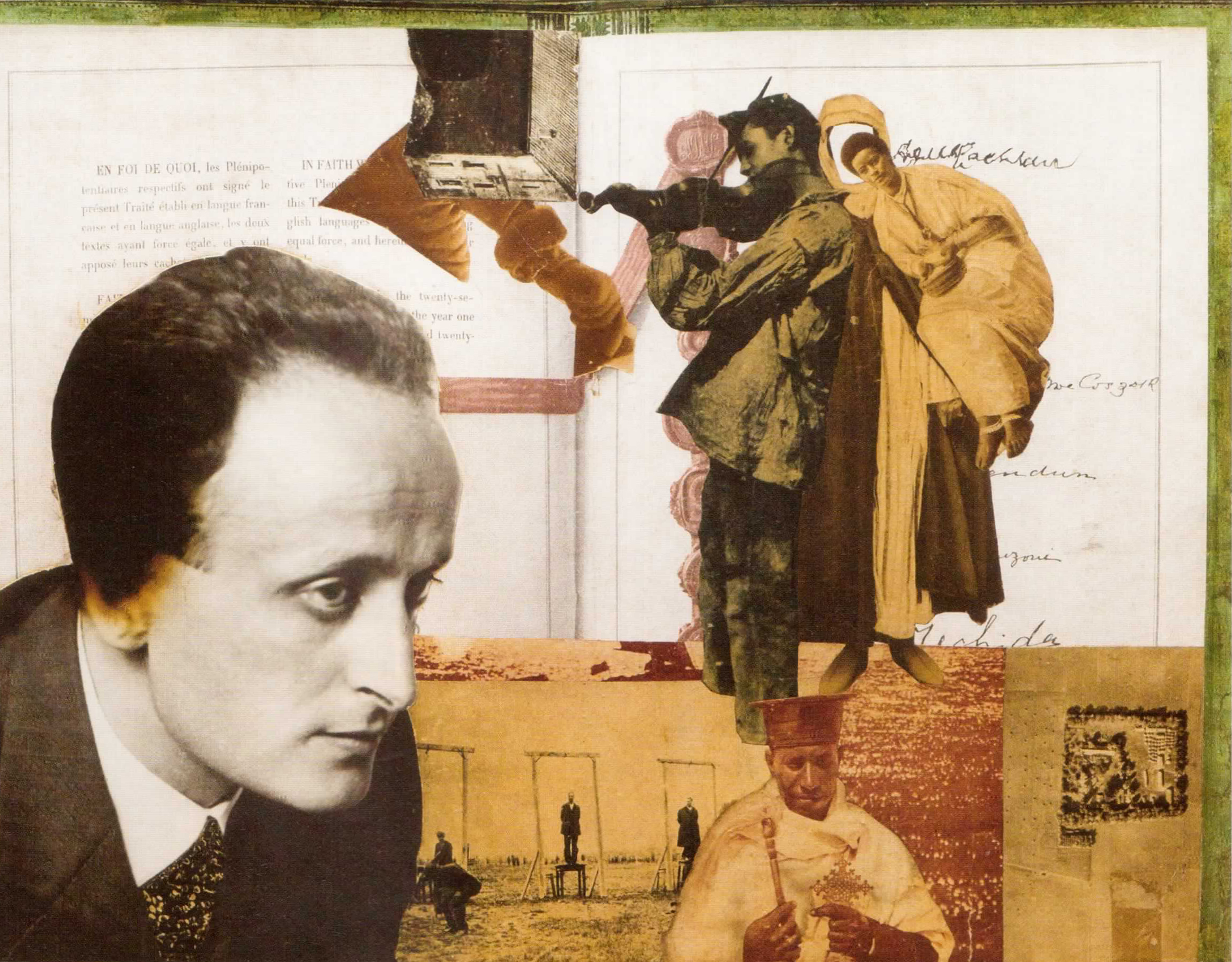
Fotómontázs Szabó Lajos arcképével, 1930-1933. Fotómontázs, pasztell, karton, 300 x 400 mm, magántulajdon

### Párizsi évek
Vajda 1930 őszén Párizsba utazott. Közel négy évet töltött itt. Sokat nyomorgott, ócska szállókban lakott és alkalmi munkákból tartotta el magát. Franciaországban készült műveinek többsége elkallódott. A megmaradt rajzok és fotómontázsok alapján alkothatunk képet munkásságáról.
Rendszeres látogatója volt a néprajzi múzeumban az óceániai, indiai és afrikai törzsek kultúráját bemutató előadásoknak. Párizsban ismerkedett meg Szabó Lajossal, aki komoly hatást gyakorolt szemléletére.
„Anyagi körülményei olyan rosszak voltak, hogy csak silány táplálkozással tudta fenntartani magát, sőt volt egy időszak, amikor néhány napig semmit sem evett. (…) Ö is, mint annyian, különféle alkalmi munkákat vállalt, hogy létezni tudjon. (…) Két legkedvesebb múzeuma Musée de l'Homme és a Guimet Museum. "Nem próbálkozott azzal, hogy a modern festészet néhány divatos fogását elsajátítva kívánjon bekapcsolódni a művészeti életbe, a műkereskedelem körforgásába.

### Szentendrei programja
1934-ben fizikailag megviselten, de művészileg feltöltődve és felkészülten tért vissza Magyarországra. Vaszary János rajziskolájába járt, itt ismerkedett meg Bálint Endrével. A Képíró utcai szállóban bérel szobát. Egy ideig Fehér József festővel lakott együtt, később Bálint Endre lett a szobatársa. (A szomszédos szobában Anna Margit és Ámos Imre lakott. 1935 nyarán Korniss Dezsővel elkezdték Szentendre és a környékbeli falvak motívumait rajzolni. Ősszel megismerkedett majdani feleségével, Richter Júliával. Házasságkötésükig tartó rendszeres levelezésük művészi fejlődésének fontos dokumentuma.
1936-ban Vajda és Korniss Dezső folytatja szentendrei motívumgyűjtésüket. Beszélgetéseik során kidolgozták az ún. „szentendrei programot”, a bizánci és a preklasszikus tradíció és az avantgárd elemeit felhasználó, a Kelet és a Nyugat művészete között összekötő szerepet vállaló mozgalom koncepcióját. Vajda a transzparens rajzmontázsok technikáját alkalmazta, és módszerét „konstruktív-szürrealista tematikának” nevezte. „1936 őszén beküldi nagy Ikonos önarcképét a KUT-ba. Ez volt ekkor a legprogresszívabb művészeti tömörülés. A zsüri azonban visszautasítja azzal az indoklással, hogy tehetséges ugyan, de még kiforratlan.” 
1937 táján Vajda művészetében érzékelhető változás kezdődött. Korniss Dezsővel való viszonya megromlott, így a "szentendrei program” megvalósítása is lekerült a napirendről. Ősszel menyasszonyával együtt az akkor Párizsban élő Ámos Imréék műtermébe költözött; decemberben ugyanott műteremkiállítást rendezett. "A sok évi külföldi tartózkodása után hazaérkezett Kállai Ernő nagy örömmel látta, hogy itthon is találkozik valódi modern törekvésekkel. A Korunk Szavában publikált méltatás Vajda Lajos felfedezését jelentette. Az ilyen felfedezésnek persze korántsem lehetett konkrét visszhangja a hivatalos műkritika területén. Mégis rendkívüli jelentősége volt az igazi értő rezonanciának Vajda számára: bizonyosság arra, hogy egy messziről jött, széles horizontú esztéta ugyanolyan nagyra értékelte, mint legszűkebb baráti köre.”
1937-1938 telén apja megvonta anyagi támogatását, amely eddig a megélhetését biztosította. Macskássy Gyula trükkfilmjében heti 30 pengőért volt fázisrajzoló. 1938. január 9-én feleségül vette Richter (Vajda) Júliát. Nyomorúságos albérletekben laktak. Felesége bérvarrást vállalt.

### Nem evilági tájakon
1938 és 1940 között rontó szellemek, arctalan maszkok, halált idéző többértelmű lények víziói jelentek meg műveiben, miközben egyre súlyosbodó betegségével és a vészterhes háborús fenyegetéssel küzdött. 1939 nyarán több fiatal művésszel együtt Szentendre külterületén, az ún. Haluskay tanyán dolgozik. Szén- és tusrajzain képzeletbeli tájakat, démonokat, az archaikus kultúrák ihlette formákat jelenített meg. Egészségi állapota rosszabbodott.
1940-ben műteremkiállítást rendezett Szántó Piroska és férje, Seiden Gusztáv fotós Szép utcai lakásában. Szeptemberben Vajdát behívták munkaszolgálatra. Rossz egészségi állapota miatt azonban három hét után leszerelték.

### Az utolsó év
1941-ben "Az Új Szent János-kórházba kerül. Nyolc hónapig beteg. Nagyon gyűlölte a kórházat, félt ott lenni. Minduntalan látnia kellett, hogy mentek tönkre és haltak meg az emberek körülötte. (...) Öt nappal a halála előtt kijelentette, hogy egy percig sem marad a kórházban. Vigyem „haza” albérleti lakásomba. Az orvos azt mondta, hogy hazavihetem, mert állapota reménytelen. Csak magamra vigyázzak. (...) A ház lakói felhördültek ellenem, hogy egy haldoklót hoztam a házba. Kitelefonáltam a Budakeszi-szanatóriumba. A mentők elvittek bennünket oda. Szombat délelőtt volt.
Vajda Lajos szeptember 7-én hunyt el a budakeszi tüdőszanatóriumban. „Másnap reggel, amikor felmentem, vasárnapi mise volt a földszinten. Kérdeztem, szívesen hallgatja-e? Azt felelte, ha ugyanezt szépen hallaná, akkor igen. Egész nap alig szólt valamit. Már nem kapaszkodott az élőkbe, édesanyját emlegette. Nagyon csendesen halt meg.” A vészkorszak alatt Vajda Lajos valamennyi családtagja elhunyt, özvegye bujkált, műveit csak nehézségek árán tudta megmenteni.

### Vajda recepciójáról
1943-ban Kállai Ernő rendezte meg az Alkotás Művészházban emlékkiállítását. A kiállításról szóló kritikában Kállai a következőket írta: „Vajda elképesztő rajzkészséggel rendelkezett, amelyet a valóság állandó, alapos megfigyelése edzett, de a művész képzelete a hétköznapi dolgok láttán is észrevette azokat a különös alakzatokat, amelyek a vonalak véletlenszerű összjátékából keletkeznek. (...) Senki sem értette úgy, mint ő a vonalak lelki életét: a kifejezőerő és a bonyolult képi asszociációk rejtett gazdagságát. Összekapcsolta a vonalakat, és úgy játszott velük, mint a zenész a hangjegyekkel.
1946-ban az Európai Európai Iskola tiszteletbeli tagjává avatta. 1948 utáni években a hivatalos művészeti politika évtizedeken keresztül nem vett tudomást Vajdáról. Műveit ebben a nagyon nehéz időszakban a festő özvegye, Vajda Júlia őrizte. Vajda Lajos első múzeumi kiállítására csak 1969-ben került sor a székesfehérvári Szt. István Király Múzeumban. 1986-ban nyílt meg tiszteletére a Vajda Lajos Emlékmúzeum.

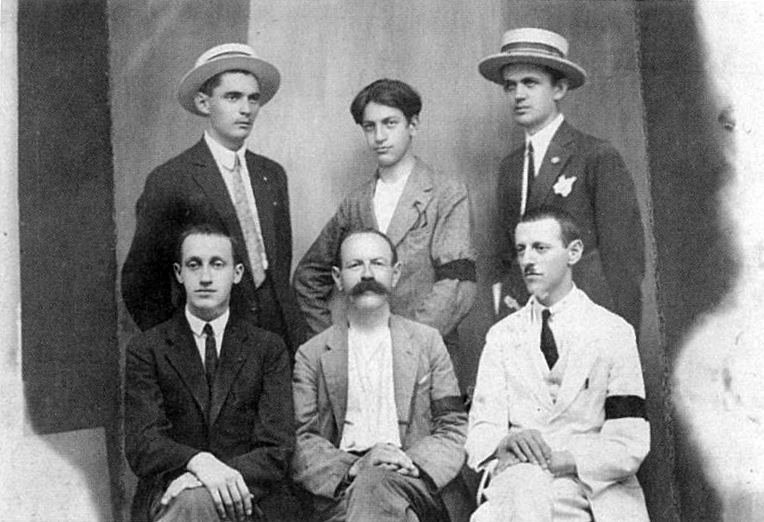
Családi fénykép az édesanya halála után, 1927
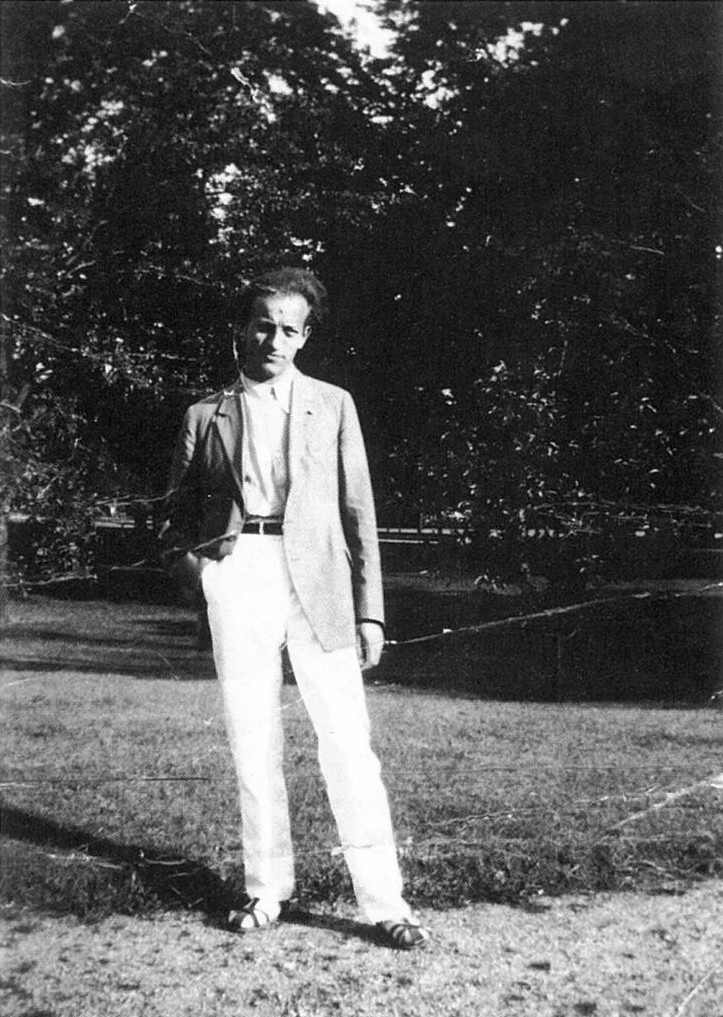
Vajda Lajos, 1936

## Vajda művészeti korszakai[20]

### Fotómontázsok (1930–1933)

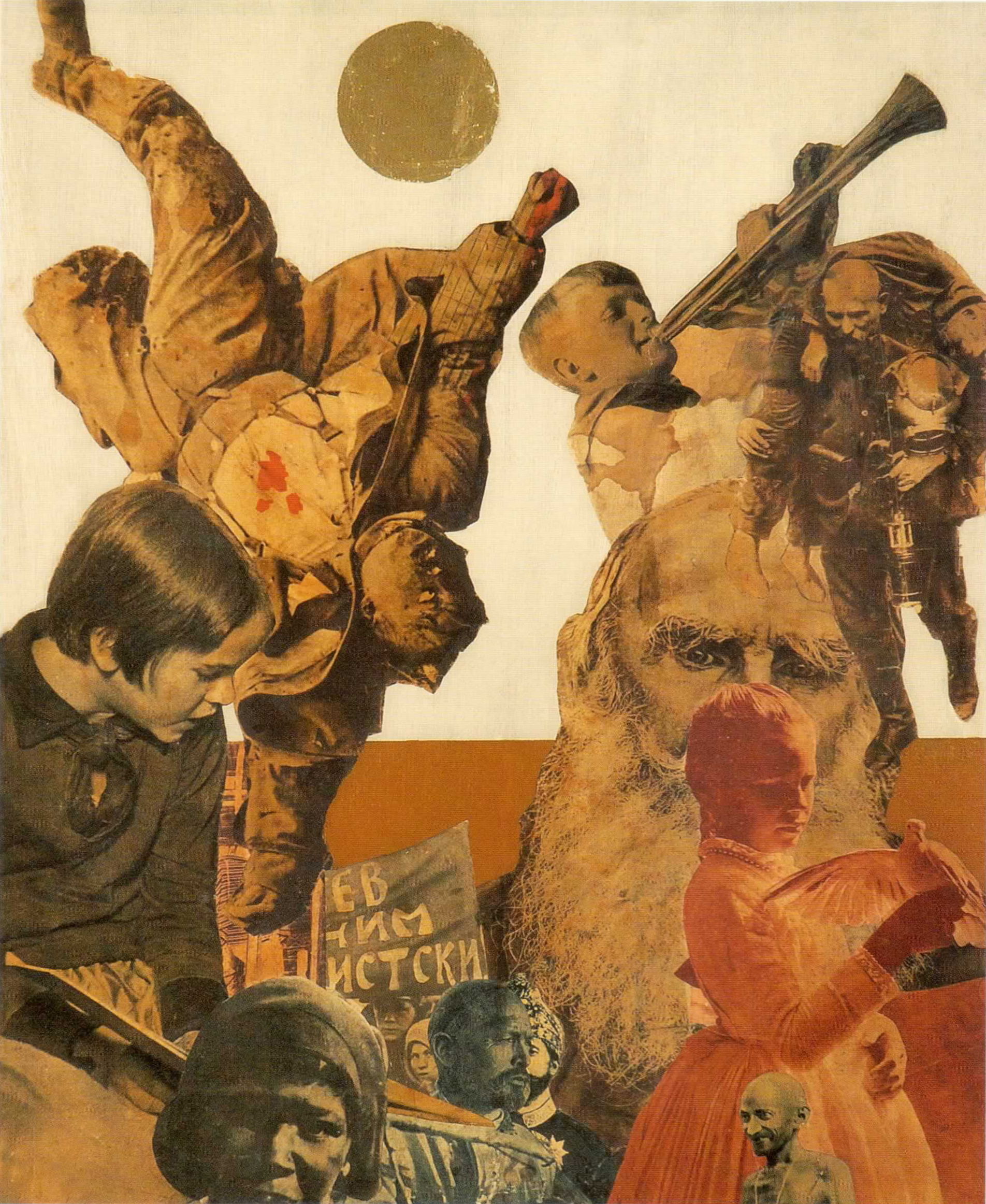
Tolsztoj és Gandhi, 1930–33. Fotómontázs, falemez, 610 x 500 mm, Budapest, Magyar Nemzeti Galéria

Ebben az alkotói korszakában Vajda „az új törekvések legalkalmasabb megjelenítőjét a filmművészetben látja: nagyon hamar felismeri a modern film döntő jelentőségét. (…) A tárgyak és sorsok véletlenszerű szétszórtságában összefüggéseket kereső filmrendező egy új művészi világkép kialakítására képes. Vajda maga a szürrealista alkotótechnikát éppen ezen az úton közelíti meg. (…) A Párizsban készült fotómontázsok egy forrongó kor keresztmetszeteit vetítik elénk. Az emberi világ szélsőséges erői jelennek meg rajtuk drámai egyidejűségben: halott csecsemők és roskatag aggastyánok, kés és kenyér, puska és madár, tigris és liliom – a létért való harc dzsungeltörvénye és a tiszta virágszerűség egymásba komponálása ferde vetületekben, feszülő diagonálisokban. A fotómontázsokról elmondható, hogy a „végletek szembesítése jellemzi őket leginkább. Mintha minden ilyen montázs egy-egy képegyüttesbe sűrített drámát villantana elénk. A különféle újságokból, képes magazinokból kivágott részletek a semleges kartonlapon egymás mellé kerülve szokatlan feszültséget indukálnak.”
Ugyanakkor azonban ezek a fotómontázsok – mint arra Passuth Krisztina rámutat – teljesen különböznek a kor hazug szovjet fotómontázsaitól: "Szemben a szovjet montázsok hamis illúzióival, a monumentális ipari gépekkel, gátakkal és hidakkal, Vajda műveiben olyan nézőpontok jelennek meg, mint a katarzis, a kétségbeesés és az emberi sors."

### Csendéletek (1934)
„Valamennyi 1934-es csendéletében a kubista szemlélet eredményeit értékesíti. A teret síkká alakítja. (…) Öntörvényű zártsága annyira bensőséges, hogy csendélet helyett mintha egy hermetikusan zárt világba kapnánk bepillantást. Metodikusan felépített, tömör egysége mégis az eleven lét harmoniáját árasztja és ez – egyén tényezőktől eltekintve – két kompozíciós mozzanatból adódik. Az egyik a rálátásos ábrázolásmód, a másik a kép hátterét alkotó síkoknak önkéntelen folytathatósága a képzeletben.” 

### Vonalrajzok, képmontázsok (1935–1937)
1935 körül visszatért Magyarországra, és barátjával, Korniss Dezsővel elkezdett Szentendrén és környékén motívumokat gyűjteni. Az ablakok, házak homlokzatai, sírkövek, kapuoszlopok mellett petróleumlámpát, parasztszekeret vagy asztalt rajzolt, amelyen egy kés, egy alma és egy kenyér van. Kevésbé érdekelte a motívumok eredete, mint az, hogy mi lett belőlük, milyen új értelmet nyernek egy adott helyen; a tárgyakat a helyszínen rajzolta, később egymásra másolta őket. „Munkamódszere a következő: kivágja, majd a maga szabta rend szerint felragasztja, majd befesti a motívumait. Új összefüggések keletkeznek így.”  Szentendre városában és környékén tett motívumgyűjtő körútjain Vajda a montázs elvén alapuló konstruktív-szürrealista módszerrel kombinálja a szimbólumokká egyszerűsített hétköznapi és szakrális tárgyakat népi motívumokkal.

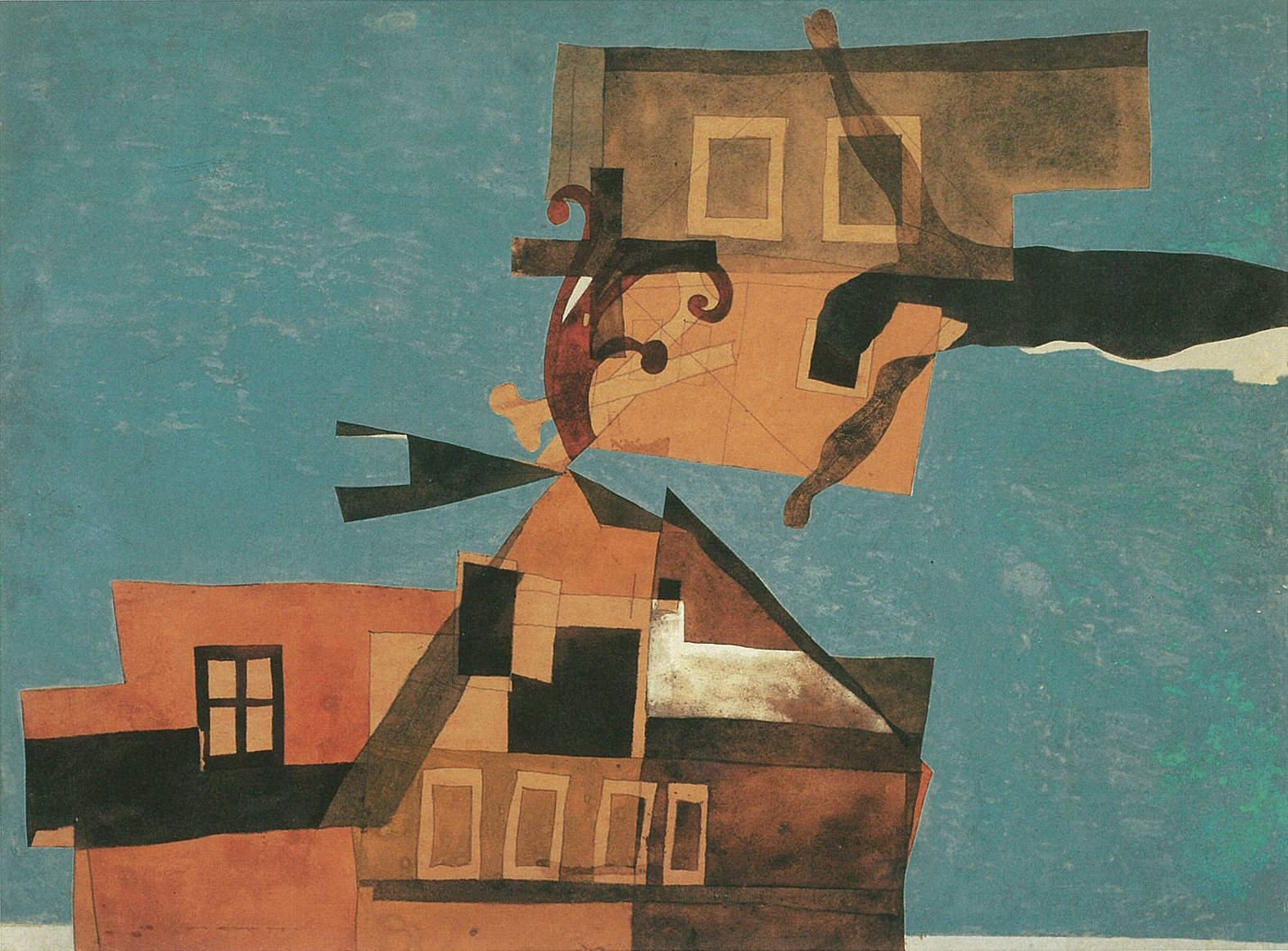
Szentendrei házak feszülettel, 1937. Tempera, kollázs, karton, 620 × 460 mm. Ferenczy Múzeum, Szentendre

A Hollandiából visszatért Korniss Dezső festőművésszel együttműködve – Bartók és Kodály munkásságát példaként tekintve –megszületett az ún. szentendrei program, melynek lényege a szintézisteremtés volt múlt és jelen kultúrája, keleti és nyugati gondolkodás között. "Törekvéseink arra irányulnak, hogy egy sajátos kelet-közép-európai új művészetet alakítsunk ki a két nagy európai kultúrcentrum (francia és orosz) behatásain keresztül. (...) Magyarország földrajzi helyzete Európában olyan, hogy predesztinálva legyen arra, hogy összekötő kapocs legyen Nyugat (francia művészet) és Kelet (orosz művészet) kötött; össze akarjuk forrasztani azt, ami e két póluson kulturálisan a kétfajta európai ember-típus kifejeződését jelenti, hídépítők akarunk lenni" "
Vajda Lajos későbbi feleségének, Richter Júliának írt levelében így írta le 1935 és 1937 közötti törekvéseit: " A művészetben sokkal racionalistább vagyok, mint az életben. (…) Sokáig rágódom egy-egy témán. (…) Más típusú festők pedig, mint látom, inkább a «való» életben racionalisták, és a művészetük érzelmibb, tehát pont a fordítottja annak, amit én meg Korniss csinálunk. Ezért mi inkább engedünk az érzésekből (ami nem jelenti azt, hogy mi száműzzük az emberi érzelmeket a képről), és a fő súlyt inkább a konstruktivitásra, a kép térbeli alakítására fektetjük, ezért keressük az olyan témákat, amelyek szemléletünknek megfelelnek: tehát ami zárt – a formailag letisztult kerek egységet. Architektonikus, mértani dolgok emberi figurával vagy anélkül. (…) Most azzal kísérletezem, hogy a különböző tárgyak más-más környezetből kiemelve, egy képsíkon összeszerelve hogyan hatnak (konstruktív-szürrealista sematika)."
Kállai Ernő értékelése pontos: „Vajda toll- és szénvonása fölülmúlhatatlanul pontos és éles volt; a vonalkévéken az erősbítés és gyengítés, a sötétebb és világosabb értékek mesteri modulációi hullámzanak végig. Senki sem értett nálunk úgy, mint ő a vonalak lelki életéhez: kifejezőerejéhez és képzelettársító hajlamához. Úgy kombinálta a vonalakat és úgy játszott velük, mint zenész a hangokkal. Rajzait minden joggal sokszólamú alkotásoknak tekinthetjük.

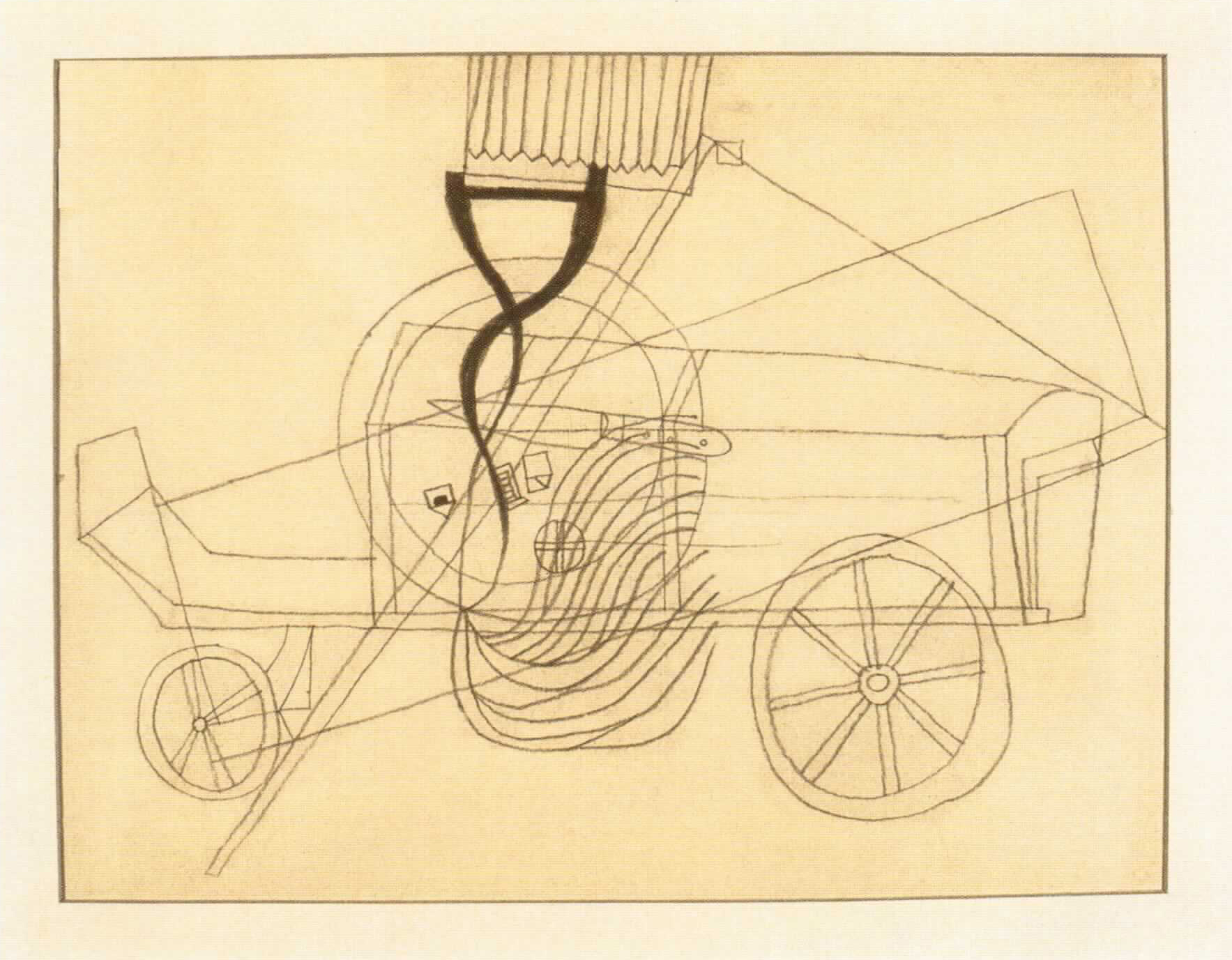
Csendélet kocsival, 1936, Ceruza, papír, 233 × 305 mm. Ferenczy Múzeum, Szentendre

„A levélből idézett «konstruktív-szürrealista tematika» arra utal, hogy Vajda valójában «szereli» a motívumait, a kép vagy rajz síkjára feszíti azokat, egyfajta szerves, organikus rendet, rendszert alkotva belőlük. A metódus másik eleme, a szürrealista azt jelzi, hogy az egyes képelemek nem csupán a szerkezet, hanem az álom, a szabad képzettársítások, az asszociációk mentén is illeszkednek egymáshoz.”

### Ikonkorszak (1936)

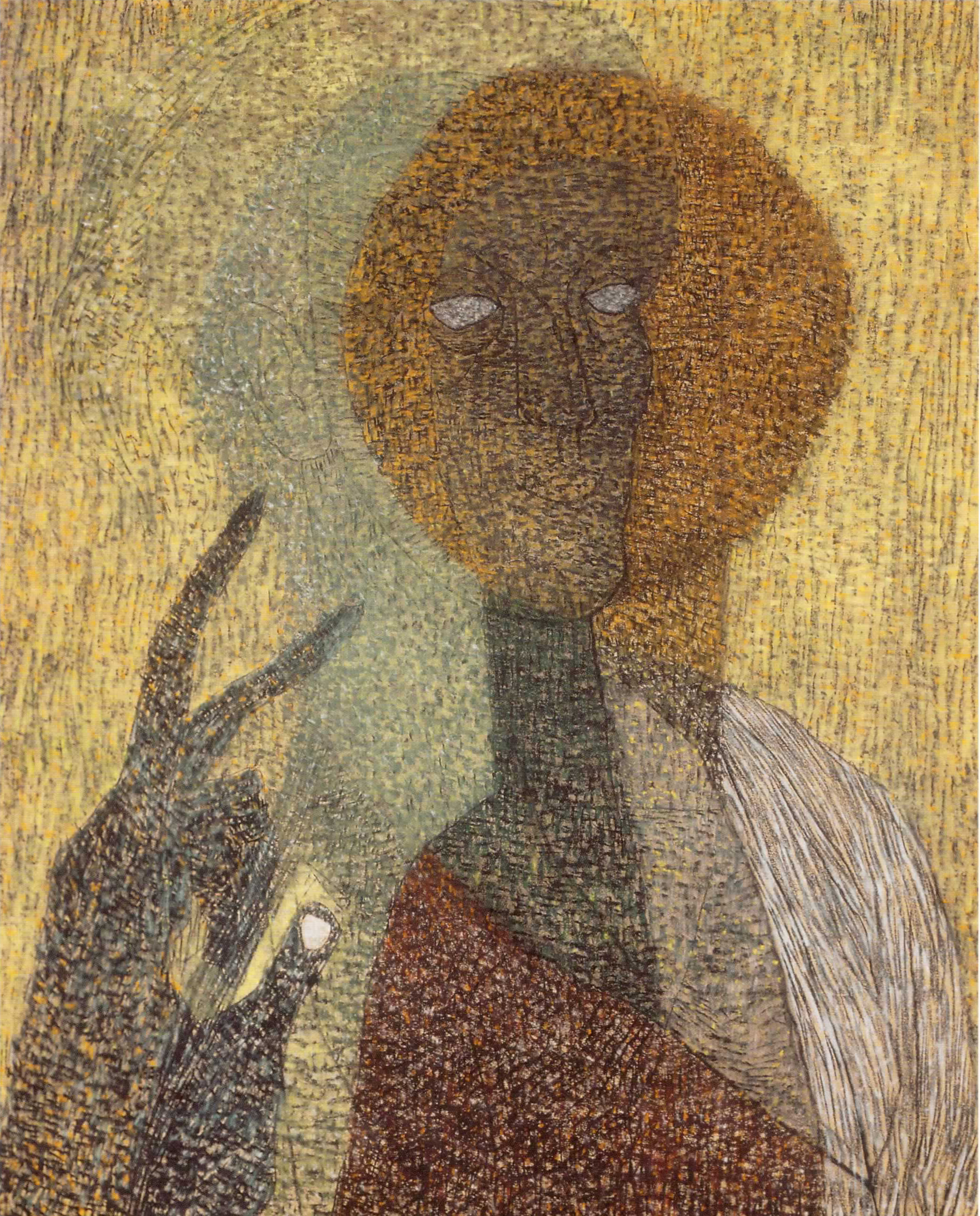
Felmutató ikonos önarckép (Conditio Humana), 1936. Pasztell, szén, papír, 900 x 620 mm. Kovács Gábor Művészeti Alapítvány, Budapest

A művész önarckép-ikonok sorozatában az egyéni és a közösségi, a világi és a transzcendens összeegyeztetésére tett kísérletet. Vajda Lajos Felmutató ikonos önarckép című pasztellképét az irodalom „az életmű egyik kulcsművének, meghatározó jelentőségű darabjának tekinti.”
„A képen Vajda 1935 körül kialakult rajzi stílusában jelentkező, tiszta, kevés vonallal operáló, háromnegyed profilú, a pasztellpontok sűrűjében szinte elvesző, jobb felé forduló önarcképe találkozik egy rőtes árnyalatával a sárgásan aranyló alaptól határozottan elkülönülő, csak korlátozott téri hatást keltő ikonfejjel. A különböző motívumok transzparens egymásra csúsztatása egyik leggyakrabban alkalmazott eljárása, a konstruktív-szürrealizmus technikai segédeszköze, csakhogy ebben az esetben nem két vonalrajz, hanem két tömeg, két, bármennyire is légies közeg, két, különböző árnyalatú pasztellvonások szövedékéből összerendeződő színvilág találkozik.” , és a „két arc érintkezése nyomán létrejön egy harmadik képmás is." Természetesen más értelmezések is vannak.
„A Felmutató ikonos önarcképen megjelenő kéz gesztusa valóban csupán emlékeztet az ikonográfiában pontosan szabályozott kéztartásra, de korántsem azonosítható annak egyik változatával sem. (…) Kétségkívül érezhető benne valami torz, nyugtalanító, sőt fenyegető mozzanat, mely talán az önarckép éteri, emelkedett, fenséges jellegének ellenpontozására szolgál.”

### Maszkkorszak (1938)
Vajda művészetének horizontján sötét felhők gyülekeztek. A szintézis megvalósításának lehetősége a fasizmus és a sztálinizmus fenyegetése alatt eltűnt. Vajda, elutasítva mind a fasiszta, mind a sztálini ideológiát, a személyes vallásosság útjára lépett. „A művész úgy érzi, balsejtelmeinek, rossz érzéseinek, egzisztenciális és intellektuális félelmeinek nem tud többé gátat emelni a puszta ráció, a síkra feszített architektúra segítségével. A konstruktivitás rovására ezért egyre inkább a szürrealitás lesz uralkodóvá művein.”
1938-tól művészetéből eltűnt a szentendrei helyszín. Helyette furcsa, idegen tájak jönnek, ijesztő, néha furcsa maszkokkal vagy maszkokkal kombinált lényekkel. A művek többsége pasztellel készült, és Vajda teljes mértékben kihasználta a pasztell lehetőségeit. Később a maszkok jellege megváltozott. Már nem félelmeket és szorongásokat fejeznek ki, hanem egy másik dimenzióba vitték a nézőt. Egymásba lebegnek, álomszerű tumultussá alakulnak, de már előre vetítették Vajda művészetének következő fejlődési lépcsőfokát.

### Képzeletbeli lények és tájak (1938–1939)

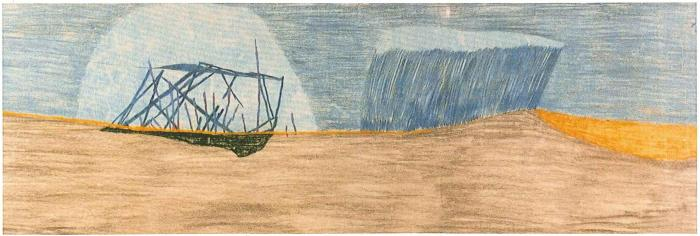
Északi táj, 1938. Pasztell, szén, papír, 290 × 880 mm, Magántulajdon

"Vajda e munkái mintha a történelem előtti, de még inkább talán egy történelem utáni kort idéznek meg, ahol legfeljebb néhány rekvizitum utal egy hajdanvolt civilizáció nyomaira. E képeket szemlélve az az érzésünk, mintha egy, az emberi kultúrától eltérő civilizáció régészei által folytatott leletmentés dokumentumait látnánk: az ásatás szelvényeiben ott hevernek a töredékek, de használható kulcs híján egyelőre nincs mód értelmezni azokat. Az ember nélkül világ ilyen felidézése nem egészen társtalan a kor művészetében.” 
„Egyik fő műve e korból egy remekmű, az Északi táj. A hideg kék és barna felületekre osztott síkot csak jéghegyekre s egy hajóroncsra emlékeztető formák tagolják. Az űr, az üresség és a természet határtalanságával szembeállított emberi egzisztenciális törékenységét, az embernek a természettel szembeni kiszolgáltatottságát a német romantika egyik legkiválóbb képviselője, Caspar David Friedrich óta senki sem tudta ilyen szívszorító erővel érzékeltetni.”

### A záró korszak nagy kompozíciói (1940)

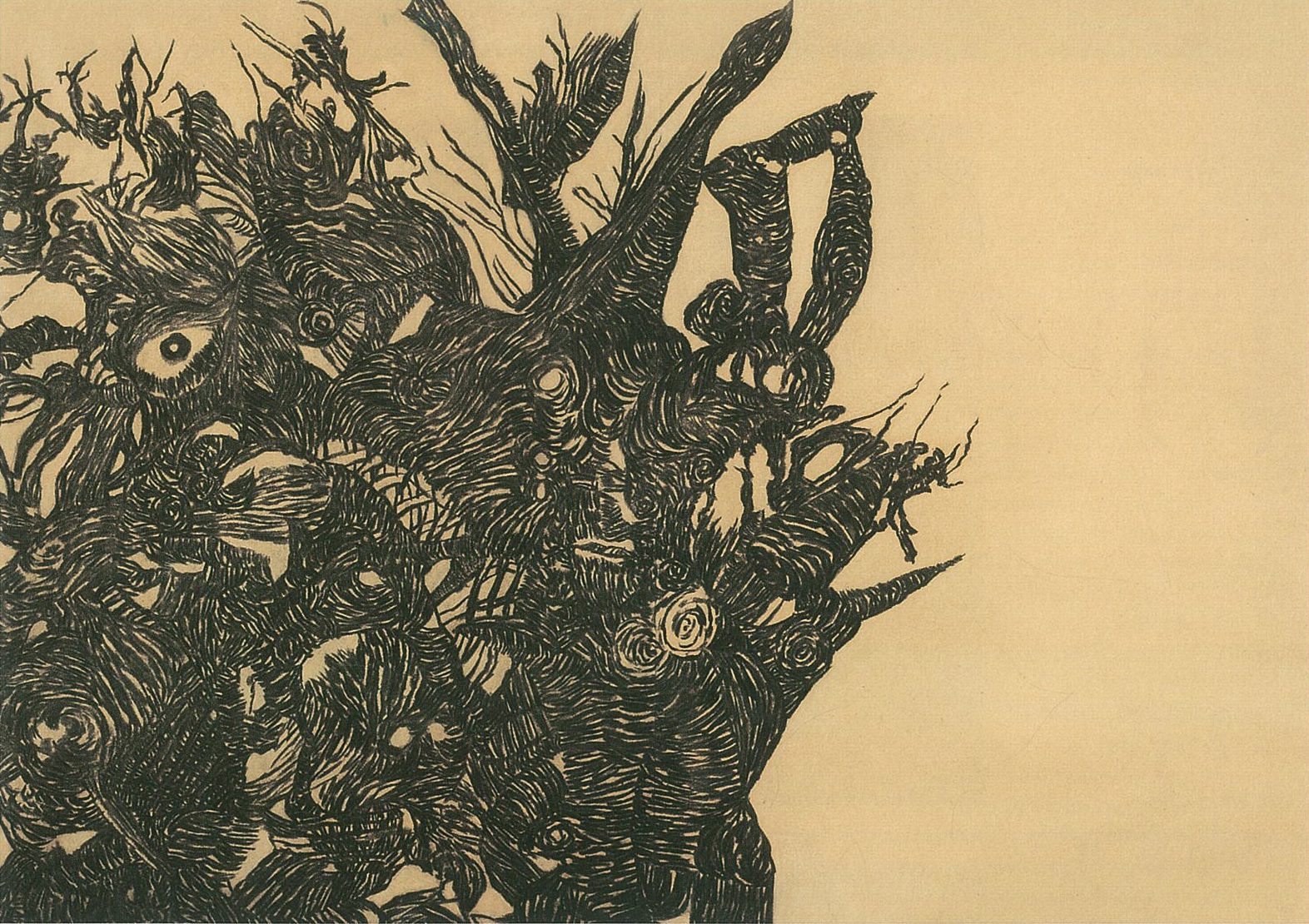
Ősnövényzet (Utolsó mű), 1940. Szén, papír, 900 × 1260 mm, Ferenczy Múzeum, Szentendre

Vajda 1940 nyarán ismét Szentendrén dolgozott. Nagyméretű szénrajzokat készített. „A sorozat utolsó művein a szénrovátkák fekete folyondárjai lassanként teljesen elborítják a felületet, s már csak egy fortyogó örvénylő televényben forognak, alig néhány helyen villan ki a papír fehéres felülete. Sorsa elvégeztetett – a halálos beteg Vajda nem tud rajzolni többé.”
„A mára már csontsárgává érett, nagyméretű csomagolópapírokon fellobbanó, fekete, szénnel rovott formák egy vízió, látomás súlyával hatnak. E lángoló, lobogó alakzatok mintegy a napba nézést követő utókép kérlelhetetlenségével ívódnak bele a fogadóba, nyugtalanságot, eksztatikus szorongást árasztva magukból. S e szorongásra minden ok adott volt. Az egyik oldalon magának Vajdának a személyes sorsa áll: mind reménytelenebb küzdelme betegségével, a nem akart, de félt halál árnyékával. A másik oldalon az immár realitássá lett világháború. amely Vajda (és sok más európai művész) szemében a humanista értékrend, a kulturális hagyományokon alapuló európai kultúra tragédiájává válik.”
Kállai Ernő megállapította: „Vajdát szíve gyökeréig megérintette korunk démoni természete. Olaj- és pasztellképeinek kísérteties alakjai mintha halálos mélységekből emelkedtek volna ki, fenyegetően és furcsán vonzóan; toll- és szénrajzainak kanyargós és bonyolult vonalkötegeiben hátborzongató éjszakai madárlények és nyüzsgő szellemek riadt rezdülései találtak formát; ezek a lények fojtott összezártságban viaskodnak egymással és felfalják egymást.

## Ismertebb festményeiből és grafikáiból

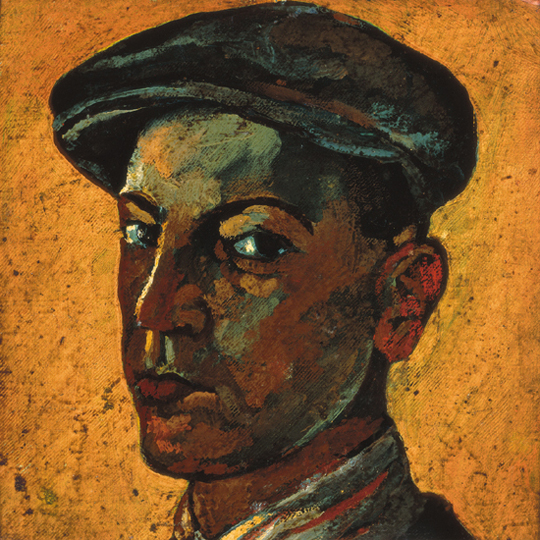
Önarckép sapkával, 1924. olaj, papír, 370 x 360 mm
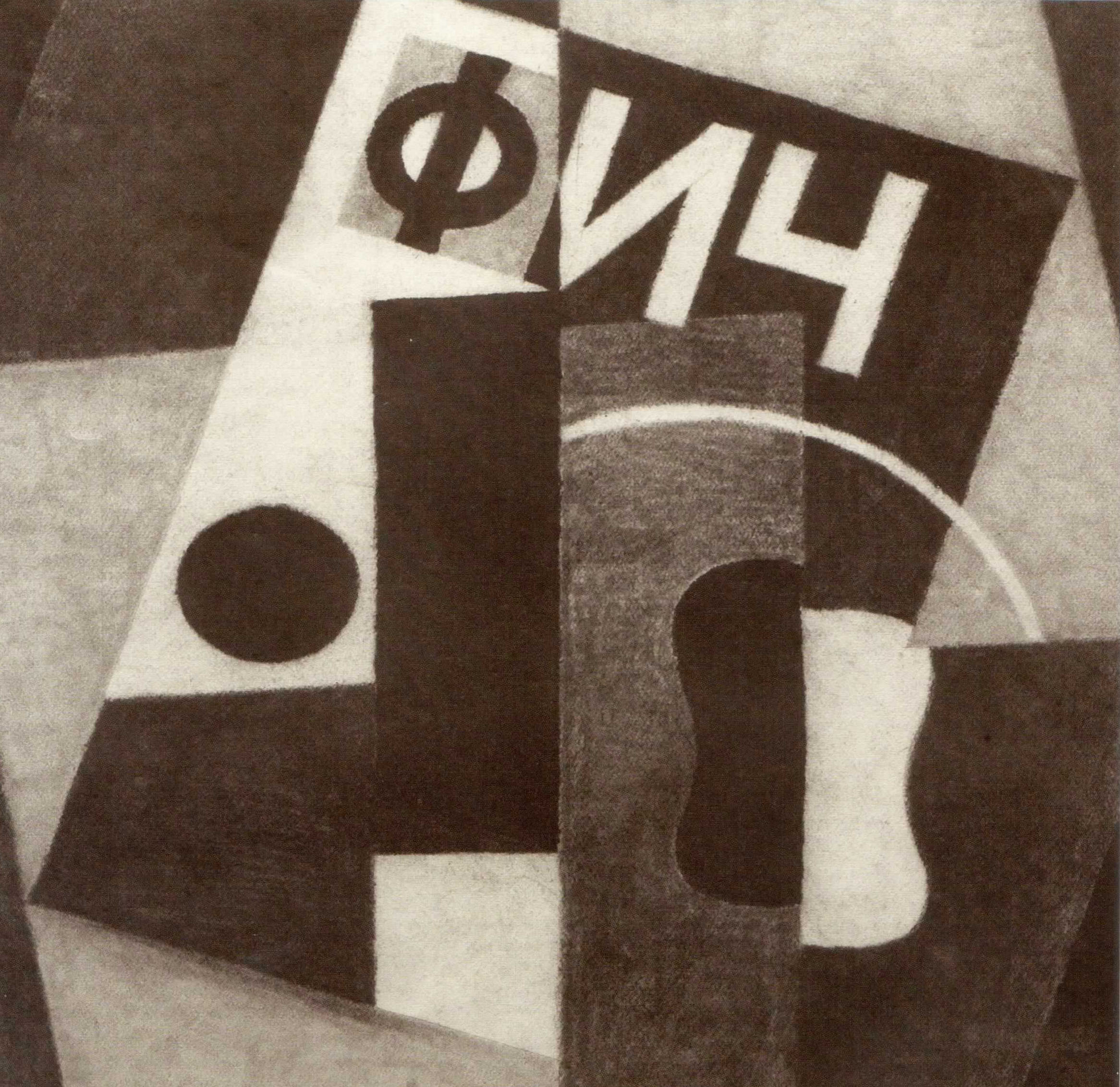
Fics, 1928. Szén, papír, 546 x 496 mm. Magántulajdon.
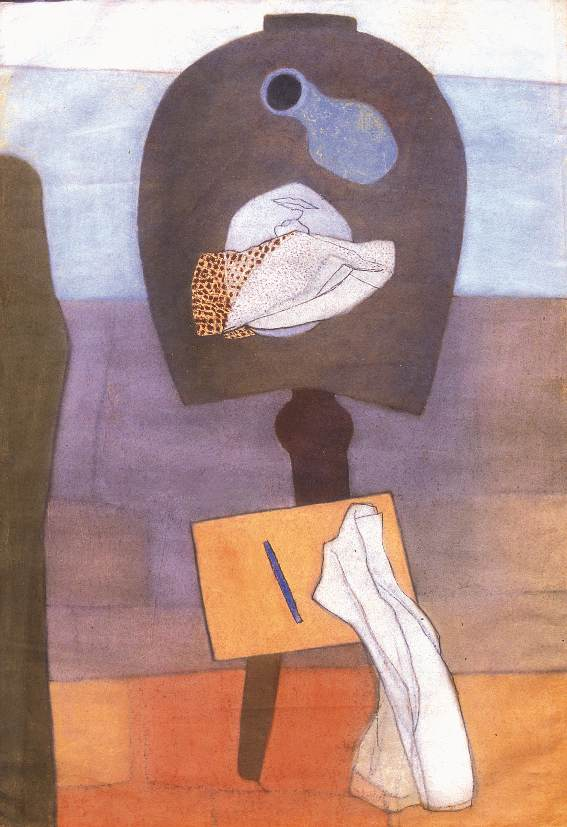
Csendélet patkóalakú asztalon, 1934. Pasztell, papír, 898 x 624 mm.
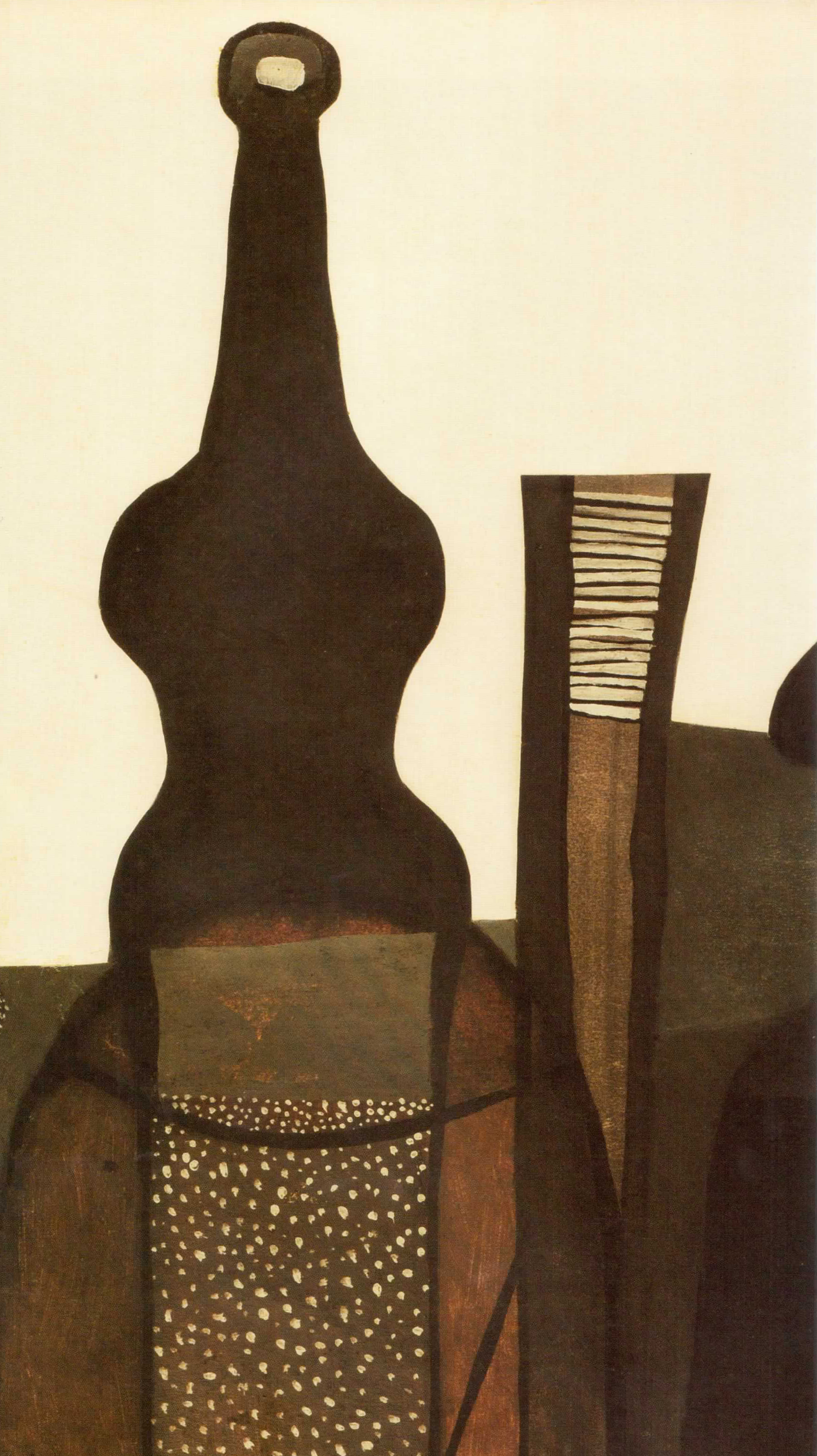
Torony, 1935. Olaj, kollázs, karton, 520 x 292 mm, Ferenczy Múzeum, Szentendre
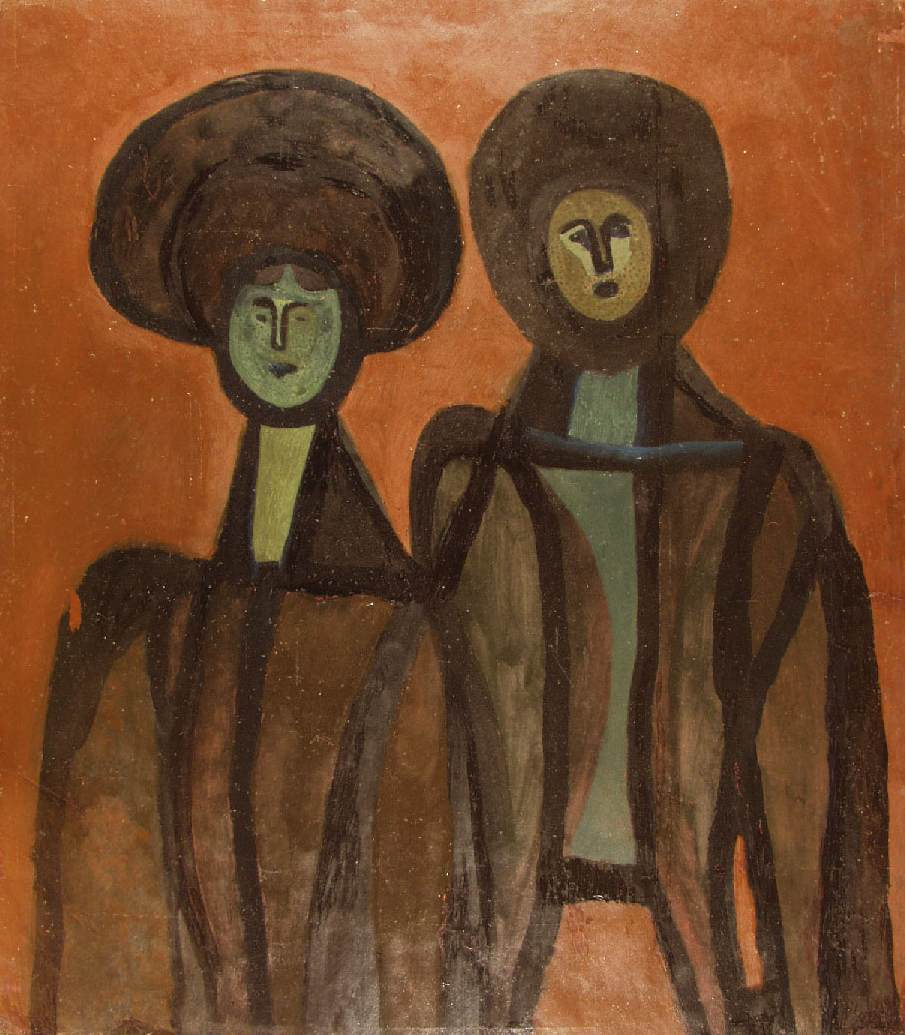
Két nővér, 1936. Olaj, papír, 723 x 632 mm
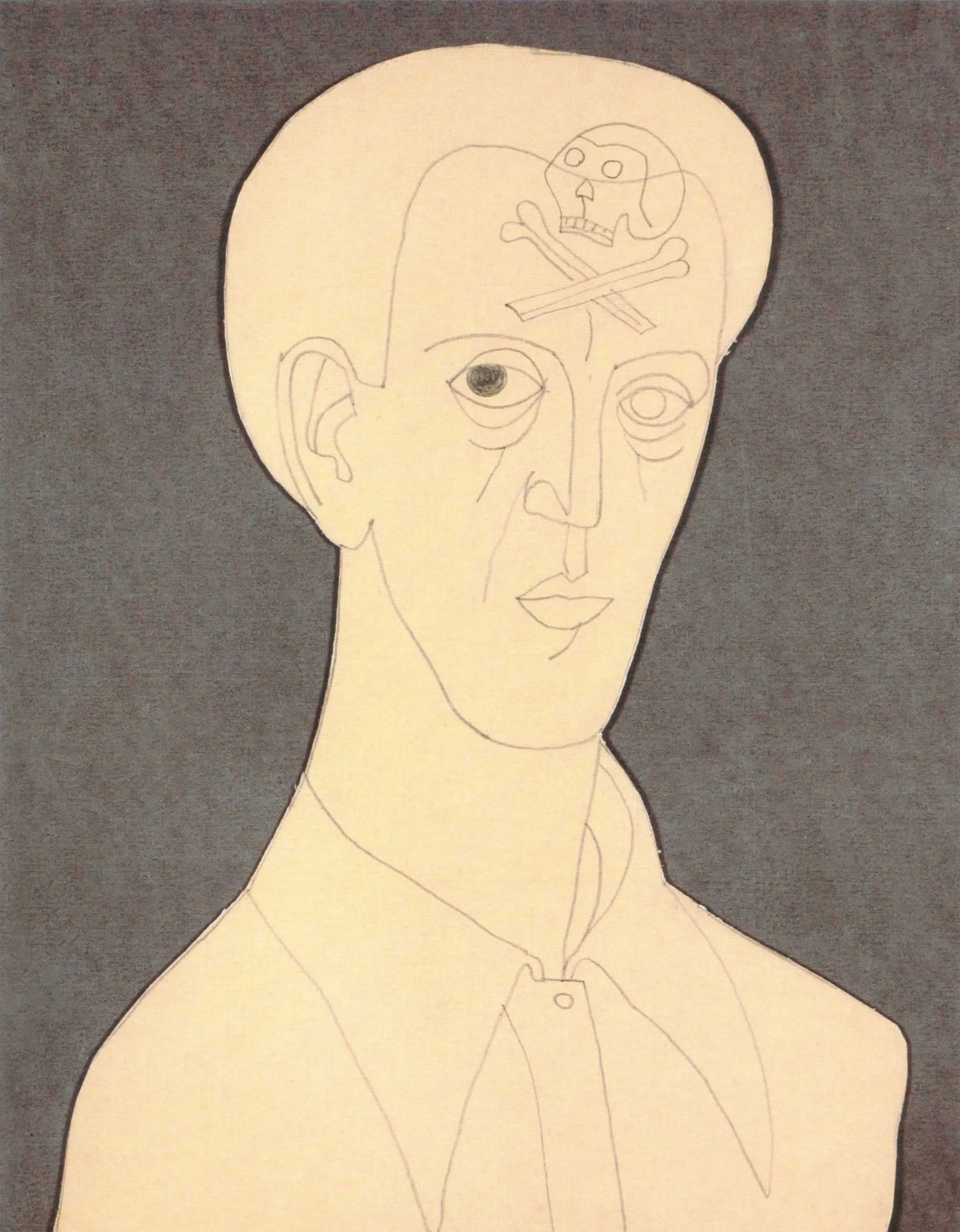
Önarckép koponyával, 1936. Ceruza, kollázy, papír, 320 x 255 mm, Ferenczy Múzeum, Szentendre
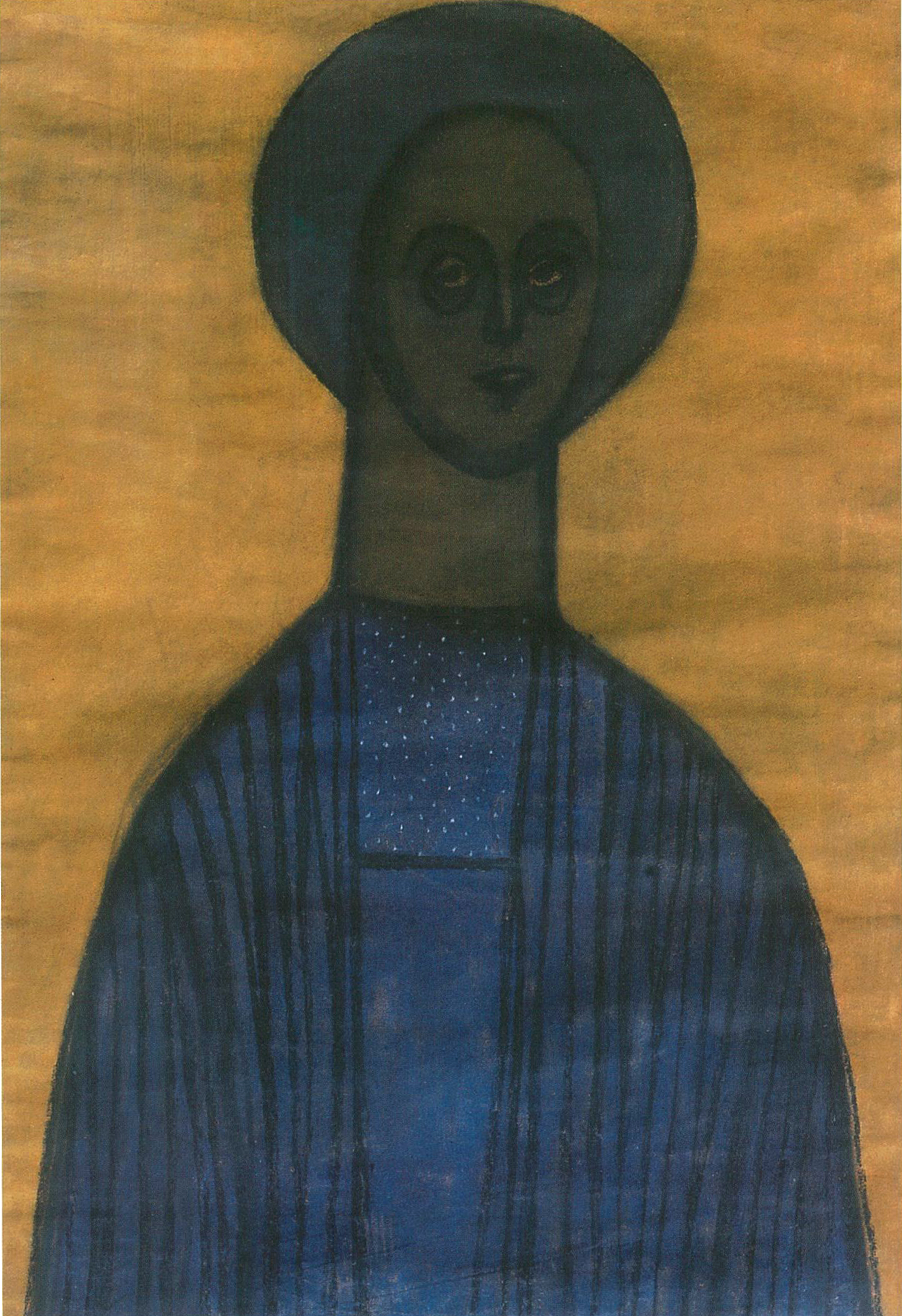
Ikonos önarckép, 1936. Pasztell, papír, 900 x 600 mm, Ferenczy Múzeum, Szentendre
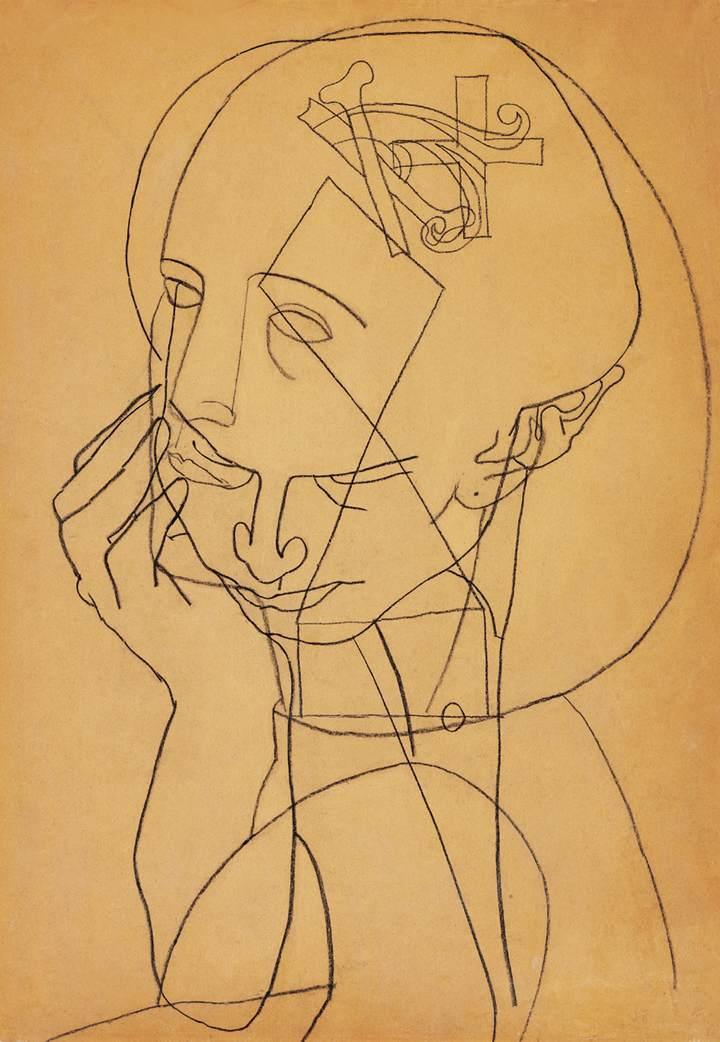
Barátok, 1937. Szén, papír, 620 x 460 mm. Magántulaldon
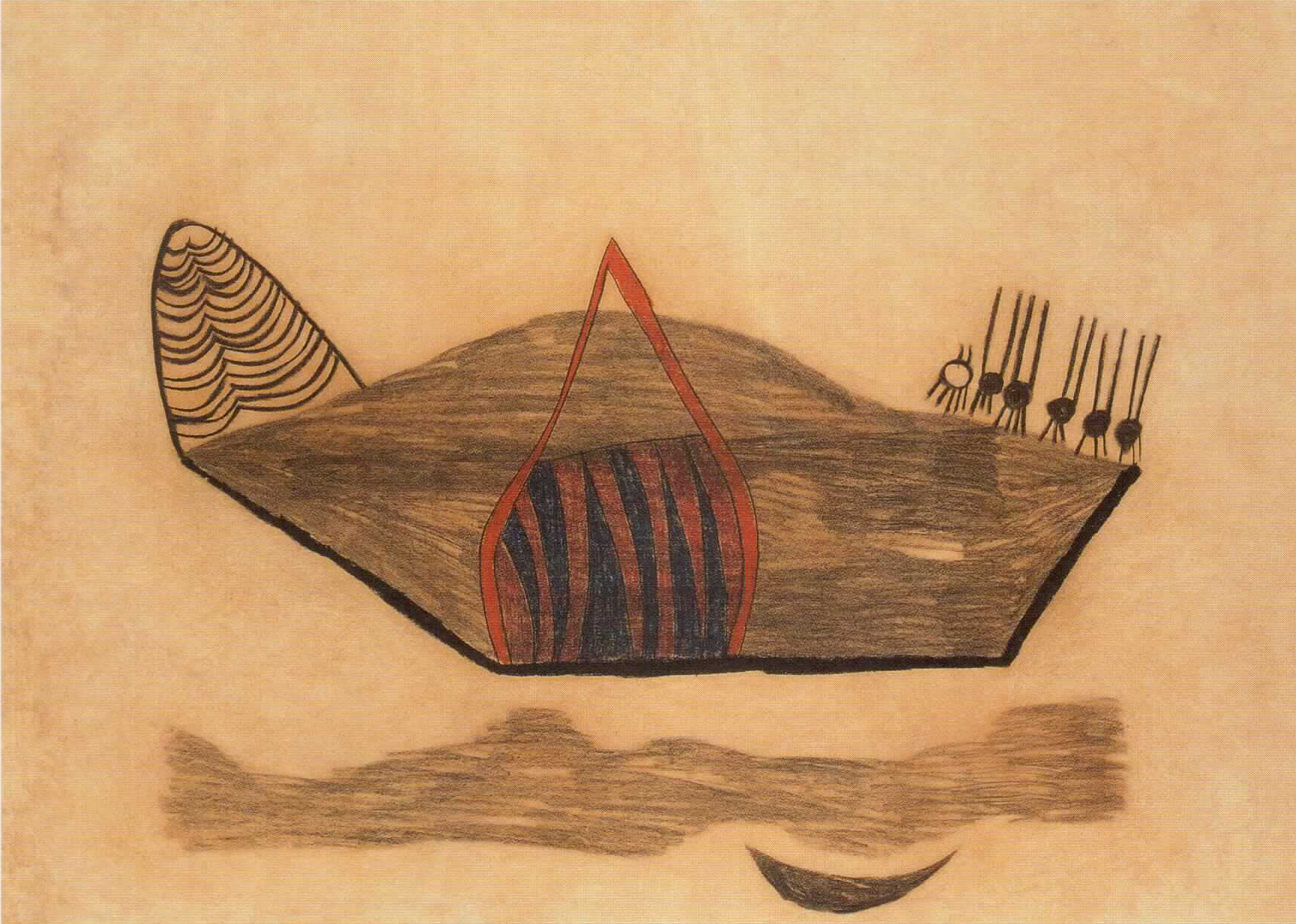
Indián csónak, 1938. Szén, pasztell, papír, 630 x 950 mm. Magántulajdon
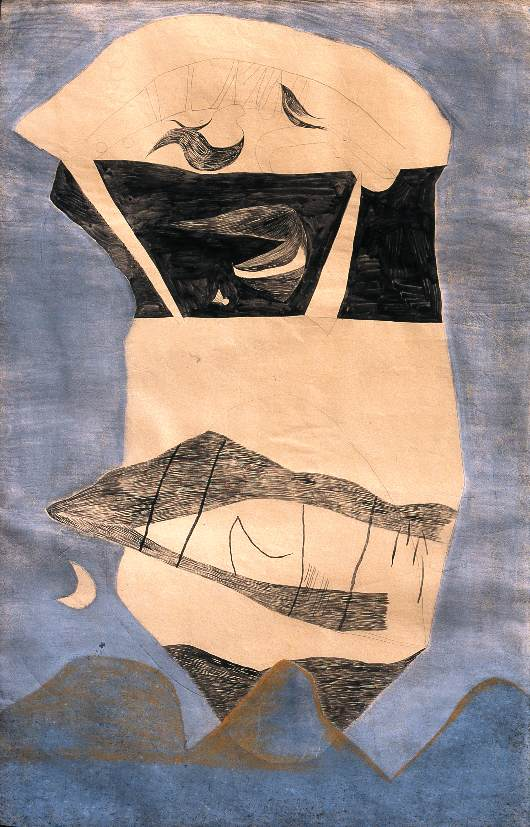
Óriás tájmaszk, 1938. Tus, pasztell, ceruza, szén, 950 x 610 mm.
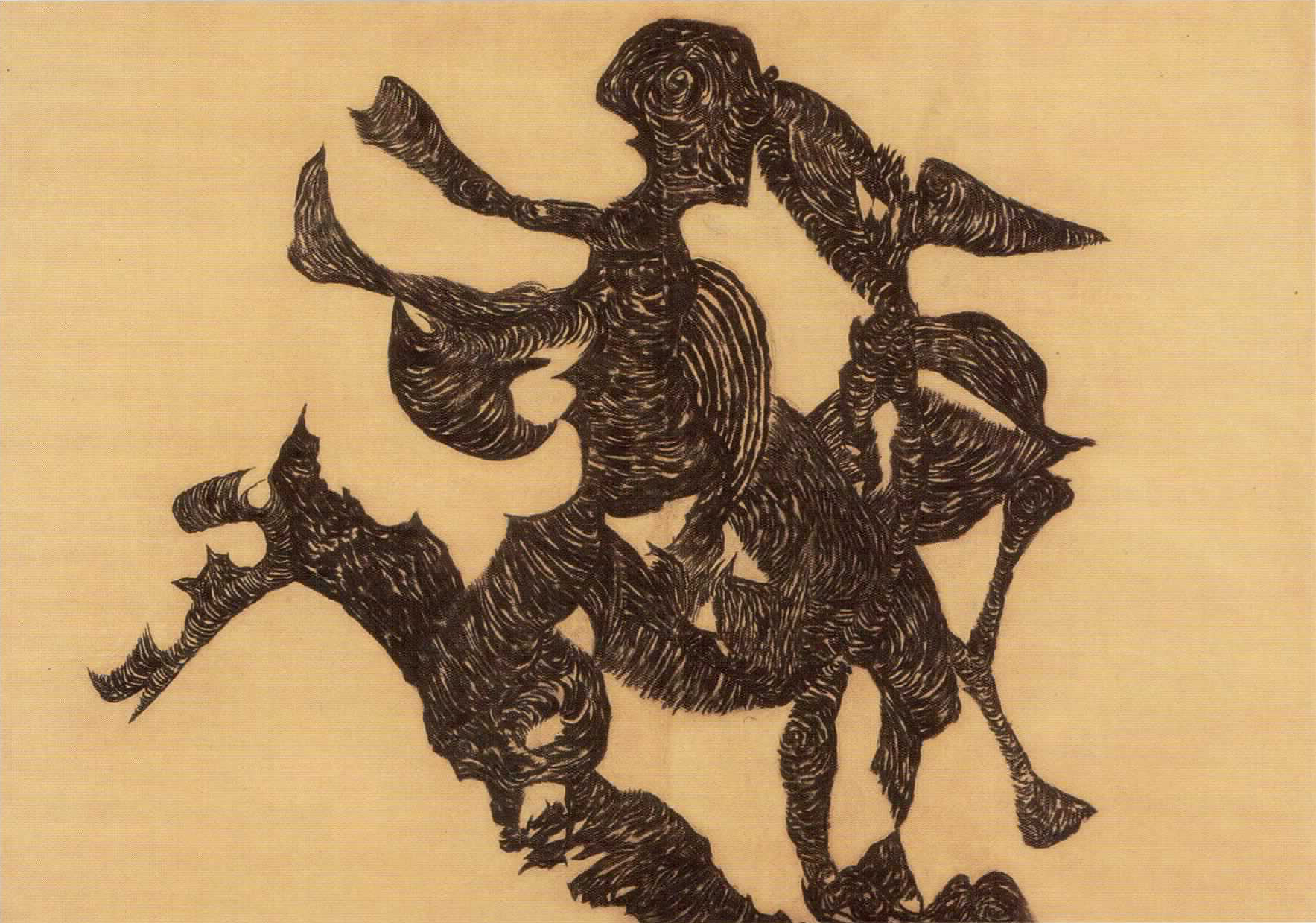
Lovas, 1940. Szén, papír, 900 x 1260 mm. Ferenczy Múzeum, Szentendre.
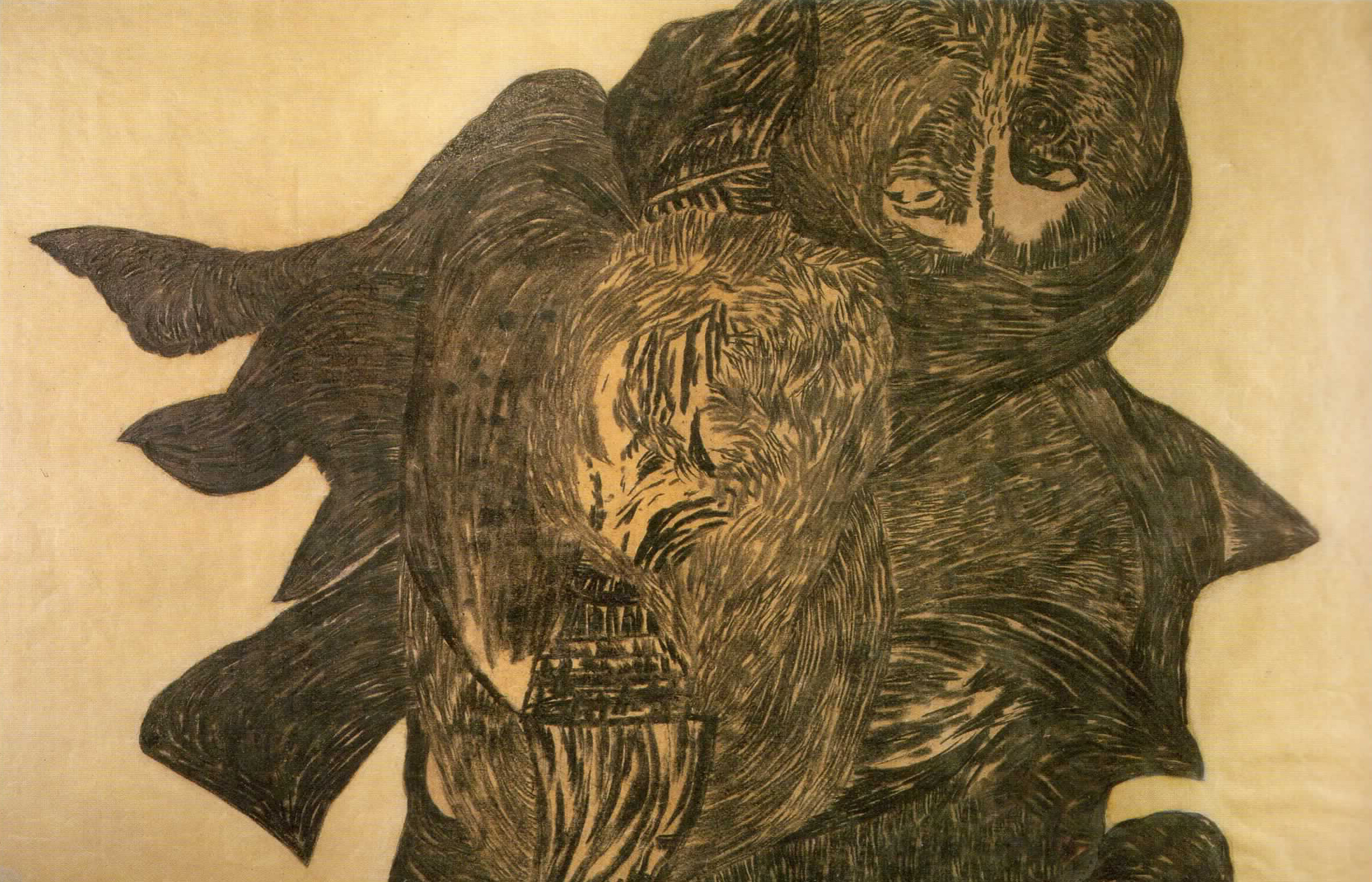
Bagoly fészekkel, 1940. Szén, papír, 629 x 740 mm.

## Egyéni kiállítások[41]
- 1937 Stúdiókiállítás (Ámos Imre műterme)
- 1940 Stúdiókiállítás (Vajda Piroska műterme)
- 1943 Vajda Lajos festőművész emlékkiállítása, Alkotás Művészház, 1943 októbere, Budapest, Bevezető: Kállai Ernő Kurátor: Béla Fekete
- 1947 Az Európai Iskola 26. kiállítása. Vajda Lajos képei. 1947. szeptember 28. – október 12. Budapest, Katalógus: Árpád Mezei Árpád. Kurátor: Pál Kiss
- 1966 Vajda Lajos emlékkiállítása, Szentendre, Ferenczy Károly Múzeum, Kurátor: Passuth Krisztina
- 1968 Lajos Vajda Exposition, Galerie P. Facchetti, Párizs, 1968
- 1969 Vajda Lajos emlékkiállítása, Székesfehérvár, Szt. István Király Múzeum, szeptember 14. – november 2. Kurátorok: Körner Éva, Kovalovszky Márta
- 1973 Lajos Vajda, Paul Fachetti Gallery, Zürich, Katalógus szerzője: Jeanne Facchetti
- 1978 Vajda Lajos Emlékkiállítása. Magyar Nemzeti Galéria, 1978. július-szeptember, Budapest. A kiállítást rendezte és a katalógust összeállította: Haulisch Lenke
- 1979 Szentendrei Képtár
- 1983 Vajda Lajos (1908-1941) emlékkiállítás, Zalaegerszeg, a Zsinagóga épületében Katalógus: György Péter, Pataki Gábor, Sárkány József, Mezei Árpád tanulmányával
- 2001 Vajda Lajos: rejtett kincsek IX: a pécsi Művészetek Háza kiállítás-sorozata: Vajda Lajos művei egy magángyűjteményből Bevezető: Pataki Gábor
- 2006, Conditio humana : Vajda Lajos önarcképei : Lajos Vajda – Selbstbildnisse: Lajos Vajda – Self-Portraits, Zsidó Múzeum, Budapest, 2006. május 23. – július 7. Dommuseum, Wien, 2006. augusztus 2. – szeptember 15. (Kiállítás rendezői: Gábor Anna és Éber Miklós). Katalógus: Éber Miklós.
- 2008 : Vajda Lajos (1908-1941) kiállítása a Magyar Nemzeti Galéria és az Erdész Galéria közös szervezésében, Magyar Nemzeti Galéria, 2008. december 12. – 2009. február 22.
- 2009 Touch of depths (Lajos Vajda), Hungarian Cultural Centre, Brussels, ed. by György Petőcz ; foreword by Greta Van Broeckhoven, Paul Huvenne ; texts by Endre Bálint [et al.] ; comments by Gábor Bíró [et al.] ;
- 2009 Lajos Vajda, Katzen Arts Center, Washington D.C.[42]
- 2009 őszén Antwerpenben, a Királyi Szépművészeti Múzeumban kiállítást rendeztek műveiből Vajda Lajos és a magyar szürrealizmus címmel
- 2018 Világok között /Vajda Lajos, Szentendre, Ferenczy Múzeumi Centrum, Szentendre, 2018. november 11 ‑ 2019. március 31.

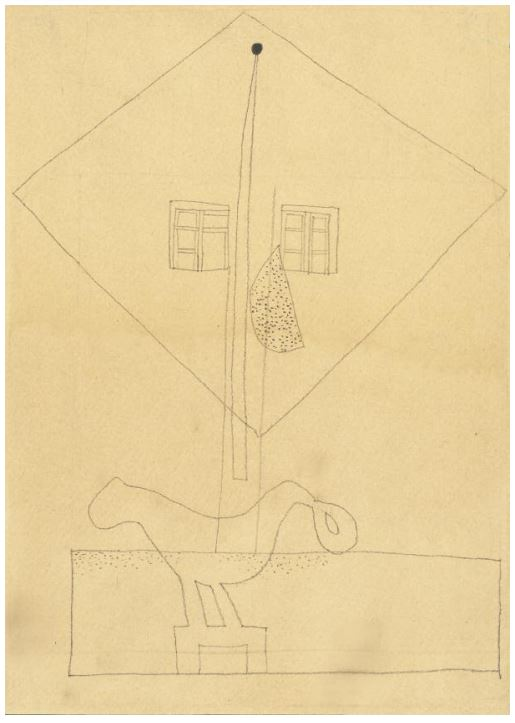

## Csoportkiállítások
- 1948 Az Európai Iskola 32. kiállítása. "Elődeink", (The 32nd Exhibition of the European School. "Our Ancestors") 1948 Catalogue author and curator: Pál Kiss[43]
- 1958 Peintres Hongrois, Lajos Vajda, Lajos Szabó, André Bálint, Attila Kotányi, Lyubomir Szabó, Centre for Fine Arts of Brussels
- 1967 Twentieth-Century Hungarian Art, The Arts Council of Great Britain at the Royal Institute Gallery, May, London
- 1971 Castle Museum, Norwich
- 1972 Museum am Oswall, Dortmund
- 1972 Galerie Schlegel, Zürich
- 1972 Art Museum, Indiana University
- 1975 Kunsthaus, Luzern
- 1976 Biennale, Velence